# 森三中
森三中（）は、吉本興業（東京本社）所属の女性お笑いトリオ。1998年結成。NSC東京校4期生。

## メンバー
メンバーは、下表 の三人である。基本的にはそれぞれの呼び名は苗字の呼び捨てであるが、大島と村上の2人は、黒沢を年上ということもあり「黒沢さん」と敬称を付けて呼んでいる。リーダーは決めていない。各人についての詳細は各人の記事を参照のこと。
| 名前        | 生年月日               | 森三中での役割 |
| ----------- | ---------------------- | -------------- |
| 黒沢 かずこ | 1978年10月17日（46歳） | ボケ・ネタ作り |
| 村上 知子   | 1980年1月2日（45歳）   | ツッコミ       |
| 大島 美幸   | 1980年1月13日（45歳）  | ボケ           |

## 略歴
1998年結成。東京吉本総合芸能学院の第4期の同期生として出会う。同じ東京第4期生にはロバート、インパルス、POISON GIRL BAND、椿鬼奴がいる。
トリオ名の由来は、黒沢の出身校で通称が「勝田三中」であるひたちなか市立勝田第三中学校と、村上の出身校で通称が「森中」である横浜市立森中学校を合わせて名付けられた。
2001年、『進ぬ!電波少年』の企画「15少女漂流記」に黒沢が参加。無人島脱出に成功し久保田利伸プロデュースでCDデビューも果たした。
TBS系の深夜バラエティ、『極すれすれガレッジセール』に当時全く無名だった大島が出演。プッチイボの一人、日本海として番組を大いに盛り上げた。他メンバーには全く無名だったまちゃまちゃがウルフ神崎という名で出演している。
『激すれすれガレッジセール』で、プッチイボはプッチポコへ改名。大島に続いて村上も出演。村上様（むらがみさま）という名で異彩を放つ。
ブレークしたきっかけは、2000年12月17日放送『ダウンタウンのガキの使いやあらへんで!!』に3人で出演したことである。「ハイテンション ザ・ベストテン」に出演して注目を集めたことをきっかけに、大島が浜田雅功に猛アタックをする企画が計4回放送された（浜田への求愛企画は、上記「15少女漂流記」で黒沢不在のため大島と村上の二人で始まり、後に黒沢が合流）。
トリオだけにとどまらず、3人それぞれ単独（ピン）での活動や、または3人のうち2人での番組出演も多い。
2014年1月に、村上が妊娠による産休で2月より、並びに大島が「妊活」のため5月よりそれぞれ活動を休止し、当面、黒沢が一人で活動することを発表した。同年7月に村上が産休明けで復帰、2016年1月には大島も芸能活動を再開し、トリオでの活動もそれに伴い再開した。
ブレーク当初から専らバラエティ番組に出場する事が多く、森三中として漫才やコントなどのネタをテレビで披露する事は殆ど無い（「爆笑オンエアバトル」や「エンタの神様」などのネタ見せ番組にも一切出場経験が無い。ただし初期の「笑いの金メダル」には参戦してネタを披露している）。賞レースにおいてもM-1グランプリ・キングオブコント共に1度しか出場経験が無い。なおM-1は2004年の第4回大会に出場して3回戦まで進出、キングオブコントは2009年の第2回大会に出場して準決勝まで勝ち上がっていたが、当日台風の影響で飛行機が飛ばなかったため会場に着く事が出来ず、やむなく準決勝は棄権している。

## 出演

### テレビ番組

#### 現在
- 世界の果てまでイッテQ!（2007年2月 - 、日本テレビ系）※レギュラー
- ロバート・森三中の気ままに日帰り旅（2021年9月24日・2022年4月16日・9月7日・2023年3月1日、新潟テレビ21）※不定期特番

#### 過去
- 新しい波8（フジテレビ、2000年8月18日）
- 弾丸!ヒーローズ（テレビ朝日系）※レギュラー
- オレたちやってま～す（MBSラジオ、2002年4月〜2002年9月）
- ロバートホール → ロバートホール水（フジテレビ系、2003年10月7日～2004年9月15日）※レギュラー
- リチャードホール（フジテレビ系、2004年10月20日～2005年9月3日）※レギュラー
- ガガガガガレッジセール（日本テレビ系）
- 森田一義アワー 笑っていいとも!（フジテレビ系）
  - 2004年10月〜2006年3月までキングコングと隔週交替で火曜日出演。なお、大島のみ2008年10月3日～2010年9月30日まで毎週金曜→木曜レギュラーで復帰した。
- ブスラブ美人（2006年、フジテレビ系 単発番組）
- キレイ（仮）（テレビ朝日）※不定期
- ベリーベリーサタデー!（フジテレビ系･関西テレビ制作）
- oh♪dolly25（テレビ朝日系）
- お笑い芸人歌がうまい王座決定戦スペシャル（フジテレビ）
- 悲宝館（テレビ朝日系）※準レギュラー
- あたしンち（テレビ朝日系） - 主題歌「プロリンサイズ♪」のレコーディング風景を2009年1月17日に放送。
- 激安バラエティー（TBS）※レギュラー
- サカスさん（TBS）※月曜レギュラー
- 業界技術狩人 ギョーテック（テレビ朝日系）※準レギュラー
- チュー'sDAYコミックス 侍チュート!（毎日放送系）
- 三枝一座がやってきた!（NHK BS2）※不定期
- 24時間テレビ33「愛は地球を救う」（日本テレビ系、2010年8月28・29日） - 番組パーソナリティー
  - この他に2009年(村上·黒沢のみ)·2011年以降も出演。
  - 大島は2013年にマラソンランナーを務め88kmを見事完走した。
- スタジオパークからこんにちは（NHK総合、2010年10月4日） - ゲスト
- デジスタ・ティーンズ（NHK教育、2010年12月1日） - ゲスト
- お茶の水ハカセ（TBS系、- 2011年3月）※レギュラー
- ドラクロワ（NHK総合、2010年10月4日 - 2011年3月7日）※NHK初の司会番組
- ギブアップ嬢（日本テレビ系、2010年10月12日 - 2011年3月29日）
- FNS27時間テレビ（フジテレビ系、2013年8月3日・8月4日）
- 10匹のコブタちゃん 〜ヤセガマンしないTV〜（フジテレビ系、2013年1月21日 - 2013年9月16日）※レギュラー
- ドラクロワ　第2シリーズ（NHK総合、2011年10月14日 - ）※NHK初の司会番組の第2シリーズ
- 結婚したら人生劇変!○○の妻たち（TBS系、2017年1月 - 9月）※サブMC
- ヒルナンデス!（日本テレビ系、2012年4月2日 - 2021年3月22日）※月曜日レギュラー
- TOKIOカケル (2021年4月 - 2023年9月27日、フジテレビ) 大島&村上のみエンジェルちゃんとして不定期出演。
- 徹子の部屋（テレビ朝日、2021年8月17日）

### テレビドラマ
- あんみつ姫の大冒険!（フジテレビ、2008年1月6日）腰元シスターズ 役
- あんみつ姫2（フジテレビ、2009年1月11日）腰元シスターズ 役
- 最高のおもてなし（日本テレビ、2014年2月28日）

### アニメ
- サザエさん （フジテレビ、2013年8月4日放送のFNS27時間テレビ内にて）かずこ、知子、美幸役
- とっとこハム太郎（テレビ東京、2012年4月7日 - ）※「ハムさんちゅう」名義

### ラジオ番組
レギュラー
- MUSE Beauty Charge 〜Passoハナ女子大学RADIO SEMINAR〜（JFN系列、TOKYO FM、2010年4月3日 - 2010年9月25日）

### 映画
- 鉄コン筋クリート
- 呪怨 パンデミック（吹き替え版・村上のみ）
- 明日があるさ THE MOVIE
- ババアゾーン
- グーグーだって猫である
- ビバリーヒルズ・チワワ 日本語版吹替え
- クロサワ映画（2010年、渡辺琢監督）
- きかんしゃトーマス とびだせ!友情の大冒険 日本語版吹き替え

### Vシネマ
- パチンコ バトルロワイヤルII

### テレビCM
- エステー「エアウォッシュ」
- エステー「消臭ポット」
- 応研
- カンロ「キシリッCのど飴」
- タカラトミー「人生ゲームWii」 - Miiのモデルにもなっている。
- 大鵬薬品工業「ソルマック胃腸液」- CMソング「イブクロ」を歌唱
- ミスタードーナツ「エンゼルエッグ」（2009年2月- ）
- 独立行政法人日本スポーツ振興センタースポーツ振興くじ（2010年2月 - 2011年12月） 
  - キャッツ・アイに扮装し話題になる。10月から「キャッツ・アイ」を歌う杏里、玉山鉄二と共演した。
  - 2011年2月からはキャンディーズに扮し、解散コンサートをイメージしたステージのセットにて「暑中お見舞い申し上げます」の替え歌を歌っている。
  - 2011年3月からはプリンセス・プリンセスに扮し、「Diamonds」の替え歌を歌っている。
  - 2011年10月22日からはモーニング娘。に扮し、LOVEマシーンの替え歌を歌っている。
- トヨタ自動車「パッソ（2代目）」（2010年5月[注 2]-）
- 久光製薬「サロンパスA」（2011年4月 -  大島・黒沢バージョン、6月 - 村上バージョン、それぞれ唐沢寿明と共演）
- キリン「濃い味・糖質0」（2011年6月 -　）
- ロッテ「爽」（2011年7月 - 大島：レスラー先生・ゴリラ先生、村上：ミダラ先生、黒沢：ズボラ先生、大島&黒沢・大島&村上バージョンがあり、それぞれ上戸彩と共演。）
- 九州旅客鉄道（JR九州）九州新幹線「笑う。熊本・鹿児島」（2012年3月 - ）
  - 笑う。熊本篇 ハリセンボンと共演。
- KDDI・沖縄セルラー電話（各au）
  - 「auの学割」（2013年1月 - 2013年5月、2014年1月 - 5月予定）2013年度は「森四中」（もりよんちゅう）と称して剛力彩芽と共演。また2014年度は「モリ娘。」（モリむす。）[5] と称してモーニング娘。'14とCM限定のコラボレーションユニットを結成。彼女たちのほかつんく♂、哀川翔、山里亮太（南海キャンディーズ）らと共演している（ただし村上はこの当時、産休を控えていた理由でモリ娘。には不参加）。
  - 「auスマートパス」（2013年12月 - ）
  - 「auひかり」（2014年2月） 剛力彩芽、および葉加瀬太郎と共演（ただし上記の2014年度の「auの学割」のCM同様、村上は出演していない）。
- STNet「Pikara」（2018年8月 - ）

### PV
下記は、他ミュージシャンのPVに出演した作品である。
- TM NETWORK「CASTLE IN THE CLOUDS」
- ガガガSP「忘れられない日々」
- SunSet Swish「あすなろ」 - 大島のみ、詳細は大島美幸を参照。
- 鶴「アイタリナイ」 - 黒沢のみ、詳細は黒沢かずこを参照。

## ディスコグラフィ

### CD
- I DON'T KNOW（2008年7月23日発売、ソニー・ミュージックアソシエイテッドレコーズ）
MICA 3 CHU名義での作品。
- My Baby Boy（2008年8月6日発売、YOSIMOTO R and C）
口パクアイドル「ムッチムチ（森三中ーナの時、頭に付く）Peachy's」の歌だけを担当（南明奈＝大島ーナ・秋山莉奈＝村上ーナ・小阪由佳＝黒サーワ）。
- プロリンサイズ♪（2009年6月10日発売）
テレビ朝日系アニメ「あたしンち」の3代目オープニングテーマ。
- Password is {\displaystyle \scriptstyle \emptyset }（モリ娘。 Ver.）（2014年4月16日発売、UP-FRONT WORKS/zetima）
モリ娘。名義での作品にしてKDDI・沖縄セルラー電話「auの学割」のCMソング。モーニング娘。'14の56thシングル『時空を超え 宇宙を超え/Password is {\displaystyle \scriptstyle \emptyset }』の初回生産限定盤D、通常盤A・Bの各ボーナストラックとして収録。

## 単独ライブ
- 2002年
  - 11月9日 - 「かるがるしく抱かないで」（シアターサンモール/東京）
- 2003年
  - 8月24日 - 「あたしのこと好き？」（シアターサンモール/東京）
- 2004年
  - 4月24日 - 「本当にやばい状況 4月」（銀座ガスホール/東京）
  - 7月14日 - 「本当にもっとやばい状況 7月」（新宿シアターモリエール/東京）
  - 10月12日 - 「本当にさらにやばい状況 10月」（新宿シアターモリエール/東京）
- 2006年
  - 11月18日 - 19日 - 「みよちゃん・みっちゃん・のりちゃんの子供達」（時事通信ホール/東京）
- 2009年
  - 2月28日 - 「ぴーぴーどんどん」（ルミネtheよしもと/東京）